# Stagonospora paludosa
Stagonospora paludosa är en svampart som först beskrevs av Sacc. & Speg., och fick sitt nu gällande namn av Pier Andrea Saccardo 1884. Stagonospora paludosa ingår i släktet Stagonospora och familjen Phaeosphaeriaceae.   Inga underarter finns listade i Catalogue of Life.